# Віндзор Тауншип (округ Беркс, Пенсільванія)
Віндзор Тауншип (англ. Windsor Township) — селище (англ. township) в США, в окрузі Беркс штату Пенсільванія. Населення — 2489 осіб (2020).

## Демографія
Згідно з переписом 2010 року, у селищі мешкало 2279 осіб у 920 домогосподарствах у складі 664 родин. Було 1020 помешкань
Расовий склад населення:
| - 96,8 % — білих - 0,6 % — чорних або афроамериканців - 0,5 % — азіатів - 0,1 % — корінних американців |

До двох чи більше рас належало 1,6 %. Частка іспаномовних становила 1,3 % від усіх жителів.
За віковим діапазоном населення розподілялося таким чином: 19,8 % — особи молодші 18 років, 65,1 % — особи у віці 18—64 років, 15,1 % — особи у віці 65 років та старші. Медіана віку мешканця становила 44,8 року. На 100 осіб жіночої статі у селищі припадало 101,0 чоловіків;  на 100 жінок у віці від 18 років та старших — 100,4 чоловіків також старших 18 років.
Середній дохід на одне домашнє господарство  становив 73 884 долари США (медіана — 67 216), а середній дохід на одну сім'ю — 79 817 доларів (медіана — 75 658). Медіана доходів становила 50 385 доларів для чоловіків та 38 438 доларів для жінок. За межею бідності перебувало 5,7 % осіб, у тому числі 3,8 % дітей у віці до 18 років та 5,3 % осіб у віці 65 років та старших.
Цивільне працевлаштоване населення становило 1271 особа. Основні галузі зайнятості: освіта, охорона здоров'я та соціальна допомога — 20,5 %, виробництво — 16,6 %, роздрібна торгівля — 16,5 %.